# Marie Bosse
Marie Bosse, também conhecida como La Bosse (falecida em 8 de maio de 1679) foi uma envenenadora francesa, vidente e suposta bruxa. Ela era uma das acusadas no famoso Caso dos Venenos. Foi Marie Bosse que denunciou a figura central no caso: Catherine Deshayes, conhecida como La Voisin.
Marie Bosse era viúva de um comerciante de cavalos, sendo uma das videntes de maior sucesso em Paris. Presumivelmente ela também era uma envenenadora, que fornecia venenos para pessoas que queriam cometer um assassinato com discrição. Em 1678, Marie Bosse participou de uma festa realizada por sua amiga, Marie Vigoreaux, que também era vidente e suposta bruxa. Durante a festa, ela ficou bêbada e vangloriou-se livremente de ter se tornado rica com a venda de venenos mortais para membros da aristocracia. Na época, a polícia estava investigando a venda de venenos em Paris. Um convidado da festa, o advogado Maitre Perrin, relatou a conversa à polícia. A polícia enviou a esposa de um policial até a casa de Marie Bosse, fingindo estar interessada na compra de um frasco de veneno. Marie vendeu-o para a mulher, afirmando que seria um veneno mortal e que jamais seria descoberto, com a vítima morrendo aparentemente de causas naturais.
Na manhã de 4 de janeiro de 1679, Marie Bosse foi presa. Além dela, sua filha Manon Boise e seus filhos, François e Guillame Boise também foram presos. Seu filho mais velho era um soldado da guarda real. De acordo com o relatório da polícia, quando a família foi presa, foram encontrados na única cama existente na casa, praticando atos de incesto. Marie Vigoreaux foi presa no mesmo dia, revelando ter estreitos laços com a família de Marie Boise. Suas confissões revelaram que a venda ilegal de veneno em Paris era praticada por um grupo de videntes. Tal fato levou à detenção de quase 40 pessoas, entre estes a figura central do caso, Catherine Deshayes, além da abertura do Caso dos Venenos, que envolveria também Madame de Montespan. Marie Bosse confessou ter fornecido o veneno usado por Marguerite de Poulaillon em sua tentativa de assassinato do marido. 
Marie Bosse foi condenada à morte na fogueira e executada em Paris em 8 de maio de 1679. Seus filhos e associados também foram condenados à morte. Marie Vigoreux morreu durante o interrogatório sob tortura, em 9 de maio de 1679.

## Na ficção
Marie Bosse é retratada em um romance de Judith Merkle Riley: The Oracle vidro (1994)